# Tom Stamsnijder
Tom Stamsnijder (* 15. Mai 1985 in Enter) ist ein ehemaliger niederländischer Radrennfahrer.

## Sportliche Karriere
Als U23-Rennfahrer fuhr Stamsnijder für das Rabobank Continental Team. Er gewann das Einzelzeitfahren und die Gesamtwertung der Mainfranken-Tour 2004. Auch im Jahr 2005 konnte er sich bei vielen in vorderen Rängen platzieren, zum Beispiel mit seinen vierten Plätzen bei den U23-Austragungen der Flandern-Rundfahrt und Paris–Roubaix. Im Jahr 2006 gewann er Etappen beim GP Tell und der Settimana Ciclistica Lombarda. Außerdem wurde er Zweiter bei Lüttich–Bastogne–Lüttich Espoirs.
2007 erhielt er seinen ersten Vertrag bei einem ProTeam, dem deutschen Team Gerolsteiner. Bei internationalen Radrennen der Eliteklasse war er seitdem nicht mehr siegreich. Bis 2016 startete er insgesamt zwölf Mal bei Giro d’Italia und bei Vuelta a España und beendete diese Grand Tours bis auf einmal. Seine besten Ergebnisse war ein zweiter Etappenrang bei der Vuelta a España 2007 und der dritte Platz in der Gesamtwertung der Dänemark-Rundfahrt. 2018 beendete er seine Radsportlaufbahn, nachdem er anderthalb Jahre lang Probleme mit einer Verletzung hatte. Anschließend wurde er bei einem Sponsor des Teams Sunweb tätig.

## Familie
Tom Stamsnijder ist der Sohn des ehemaligen Cyclocross-Weltmeisters Hennie Stamsnijder.

## Erfolge
2002
- Flandern-Rundfahrt (Junioren)

2003
- Gesamtwertung und eine Etappe Mainfranken-Tour

2005
- Prolog Internationale Thüringen Rundfahrt (U23)
- Grand Prix de la Somme

2006
- eine Etappe Grand Prix Guillaume Tell
- Settimana Ciclistica Lombarda

## Grand Tours-Platzierungen
| Grand Tour            | 2007 | 2008 | 2009 | 2010 | 2011 | 2012 | 2013 | 2014 | 2015 | 2016 | 2017 | 2018 |
| --------------------- | ---- | ---- | ---- | ---- | ---- | ---- | ---- | ---- | ---- | ---- | ---- | ---- |
| Giro d’ItaliaGiro     | –    | –    | 134  | 109  | DNF  | –    | –    | 143  | 153  | 143  | 154  | –    |
| Tour de FranceTour    | –    | –    | –    | –    | –    | –    | –    | –    | –    | –    | –    | –    |
| Vuelta a EspañaVuelta | 120  | 88   | –    | –    | –    | –    | 173  | –    | 155  | 131  | –    | –    |

## Teams
- 2003 Rabobank TT3
- 2004 Rabobank TT3
- 2005 Rabobank Continental Team
- 2006 Rabobank Continental Team
- 2007 Team Gerolsteiner
- 2008 Team Gerolsteiner
- 2009 Rabobank
- 2010 Rabobank
- 2011 Leopard Trek
- 2012 Team Argos-Shimano
- 2013 Team Argos-Shimano
- 2014 Team Giant-Shimano
- 2015 Team Giant-Alpecin
- 2016 Team Giant-Alpecin
- 2017 Team Sunweb
- 2018 Team Sunweb